# Ганс Якобсон
Ганс Якобсон (17 березня 1947 , Стокгольм  — 9 липня 1984 , Handend ) — шведський фехтувальник на шпагах та п'ятиборець, олімпійський чемпіон 1976 року.

## Виступи на Олімпіадах
| Олімпіада     | Дисципліна                 | Місце |
| ------------- | -------------------------- | ----- |
| Мехіко 1968   | індивідуальне п'ятиборство | 16    |
| Мехіко 1968   | командне п'ятиборство      | DSQ   |
| Монреаль 1976 | індивідуальна шпага        | 9     |
| Монреаль 1976 | командна шпага             | 1     |
| Москва 1980   | індивідуальна шпага        | 9     |
| Москва 1980   | командна шпага             | 5     |